# Biswanath Chariali
Biswanath Chariali é uma cidade e uma town area committee no distrito de Sonitpur, no estado indiano de Assam.

## Demografia
Segundo o censo de 2001, Biswanath Chariali tinha uma população de 16 830 habitantes. Os indivíduos do sexo masculino constituem 53% da população e os do sexo feminino 47%. Biswanath Chariali tem uma taxa de literacia de 80%, superior à média nacional de 59,5%; a literacia no sexo masculino é de 85% e no sexo feminino é de 75%. 9% da população está abaixo dos 6 anos de idade.